# Cercosaura oshaughnessyi
Cercosaura oshaughnessyi — вид ящірок родини гімнофтальмових (Gymnophthalmidae). Мешкає в Південній Америці. Вид названий на честь британського герпетолога Артура О'Шонессі.

## Поширення і екологія
Cercosaura oshaughnessyi мешкають в Бразильській Амазонії (в штатах Амазонас, Амапа і Акрі), в Колумбії, Еквадорі, Перу і Французькій Гвіані. Вони живуть у вологих тропічних лісах.